# Lelo Maia
Lelo Maia (Maceió),  é um político brasileiro, filiado ao UNIÃO. Nas eleições de 2022, foi eleito deputado estadual por AL.